# 첸먼 대가

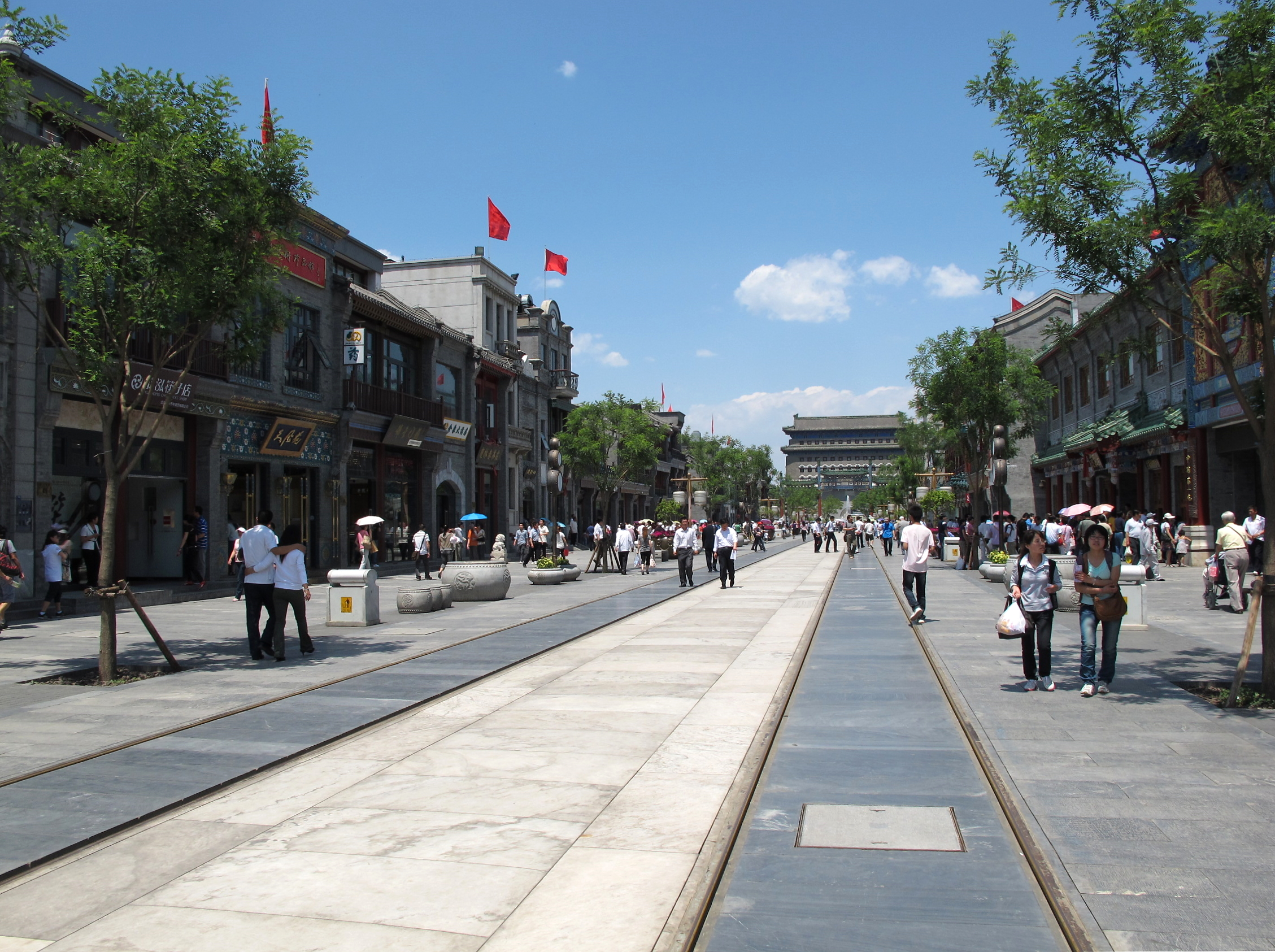
2010년의 첸먼 대가

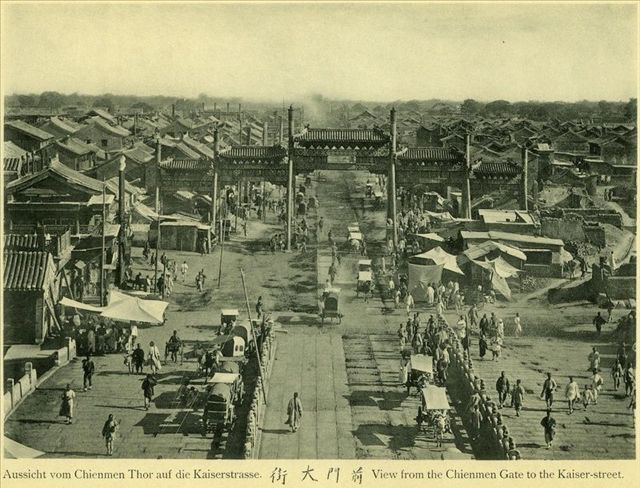
1900년의 첸먼 대가

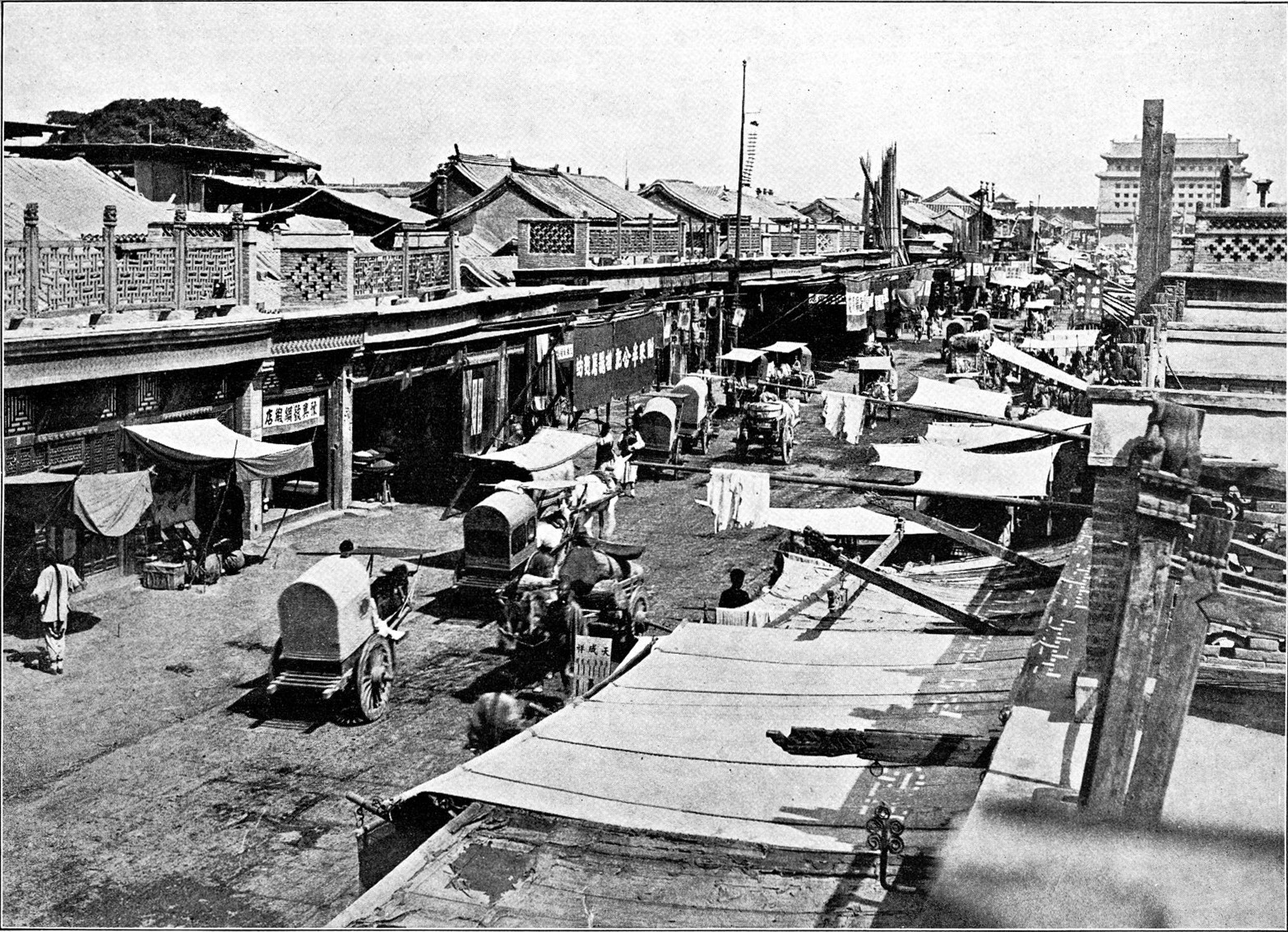
1900년 좌우 첸먼 대가

첸먼 대가(중국어 간체자: 前門大街 전문대가[*])는 중화인민공화국 베이징시의 중심축에 위치한, 베이징 시 둥청 구(东城区)에 있는 거리이다. 첸먼 대가는 톈안먼 광장에 인접한 베이징의 전통적인 상업 거리이다. 동인당(同仁堂), 취안쥐더(全聚德), 장이위안(張一元)과 같이 첸먼 대가의 다자란 가도(大栅栏街道)와 첸먼 가도(前门街道)에는 오래된 중국 이름이 많이 있다.

## 개요
첸먼 대가는 북쪽의 정양 문(正阳门, 정문) 전루에서 시작되어, 남쪽의 톈차오(天桥) 교차로를 통해, 톈차오 남대가(天桥南大街)에 연결된다.
첸먼 대가는 2004년부터 철저히 조사되었다. 2007년 5월 9일 주스커우(珠市口) 구역의 첸먼 대가 정문이 개축되기 시작하여 2008년 5월 28일에 베이징 올림픽 전에 완공되어, 같은 해 8월 7일 공개되었다. 개조 공사가 끝나자 주스커우 지역의 첸먼 대가 정문이 보행자 거리가 되었고 첸먼 대가의 건축 양식이 청 왕조 말기와 공화국 초기 시절로 재현되었다. 그리고 첸먼 대가 정문에서 주스커우 출구 사이에서 옛 노면전차인 “당당처(铛铛车)”를 복원하여 2009년 새해 첫날에 운행을 시작했다.
2007년에서 2008년간의 변화는 첸먼 대가의 전반적인 모습을 바꾸었다. 리모델링 이전 첸먼 대가에는 도처에 지저분한 간판이 깔려 있었고, 많은 상점에서 위조품을 판매했으며, 식품 안전은 보장되지 않았다. 2007년 베이징 충원 구 인민 정부가 첸먼 대가의 재건 사업을 시작한 후, 첸먼 구의 국자위(国资委)에 소속된 톈먼 회사(天街公司)에이 사업을 넘겨주고 정부를 대신하여 첸먼 대가의 재산권을 유지했다. 첸먼 회사는 시장 중심 운영을 채택하고, 판스이(潘石屹)의 SOHO 중국을 혁신 프로젝트에 참여시켰다. 프로젝트를 건설하기 전에, 판스이는 베이징 단시 투자관리 유한회사(北京丹石投资管理有限公司, 이하 "북경 단시 회사(北京丹石公司)")를 등록하고 설립했다. 베이징 공산당과 베이징 인민 정부는 첸먼이 부동산 투기에 관여할 수 없다고 생각했기 때문에 SOHO 중국과의 협력을 중단했다. SOHO 중국은 첸먼 대가 재건 프로젝트에서 "개발자"의 이름이 없이 실제 운영자가 되었다. 2년간의 우여곡절 끝에, 2009년 SOHO 중국은 판스이가 관리하고, 베이징 단시 유한회사를 통해 베이징 첸먼 항목의 일부 상업 시설을 인수하고 소유주가 되었다.
첸먼 대가의 개조이후 유니클로, ZARA, H&M 부티크, 롤렉스, 스와치 시계점, 줘다푸(周大福) 등 새로운 국제 체인점이 새로 개업했다. 식당에는 취안쥐더(全聚德), 스타벅스, KFC, 맥도날드 패스트푸드 식당이 포함된다. 그러나 부정확한 시장 지향과 황량한 사업으로 인해 보수 공사가 끝난 후에 첸먼 대가는 지역 주민들의 환영과 관광객의 요구에 미치지 않았다. 2012년 중국상보(中国商报)의 통계에 따르면 첸먼 대가에 총 25개의 매장이 폐쇄되었다. 첸먼 대가 관리위원회는 첸먼 대가 전체에 약 185 명의 상인이 있다고 설명했다.
2013년 이후 첸먼 대가가 매우 쇠퇴되었다. 거리의 양쪽에 있는 110개 이상의 상점 중 약 30개의 상점이 문을 닫았다. 거리를 따라 상점에는 취안쥐더 및 기타 구 브랜드, ZARA 및 기타 국제 의류 브랜드, 국내 스포츠 브랜드, 가구, 보석류, 패스트 푸드 체인점 등 의류 브랜드가 가장 많은 다양한 운영 컨텐츠가 있었다. 상품의 가격과 관계없이 많은 매장이 비어 있다.

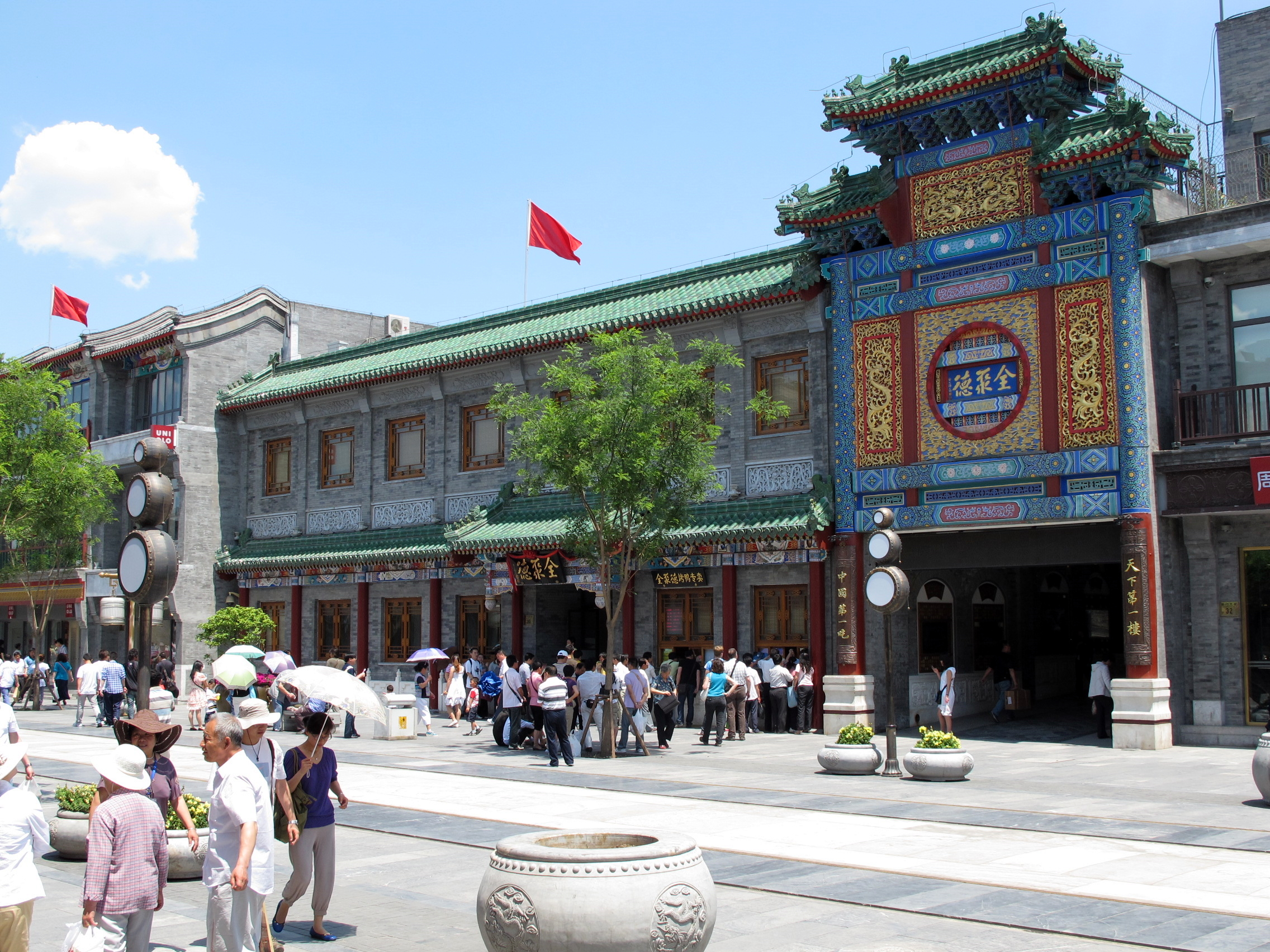
첸먼 대가 취안쥐더 분점
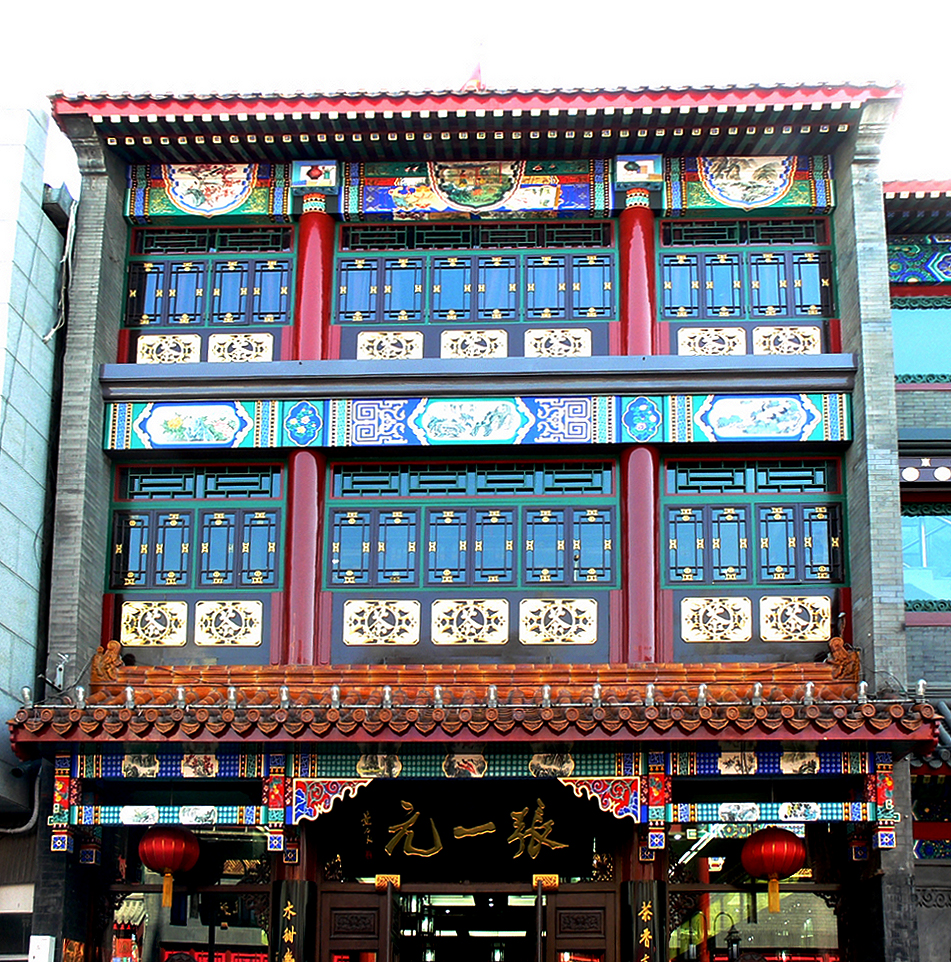
첸먼 대가 장이위안(张一元) 차장
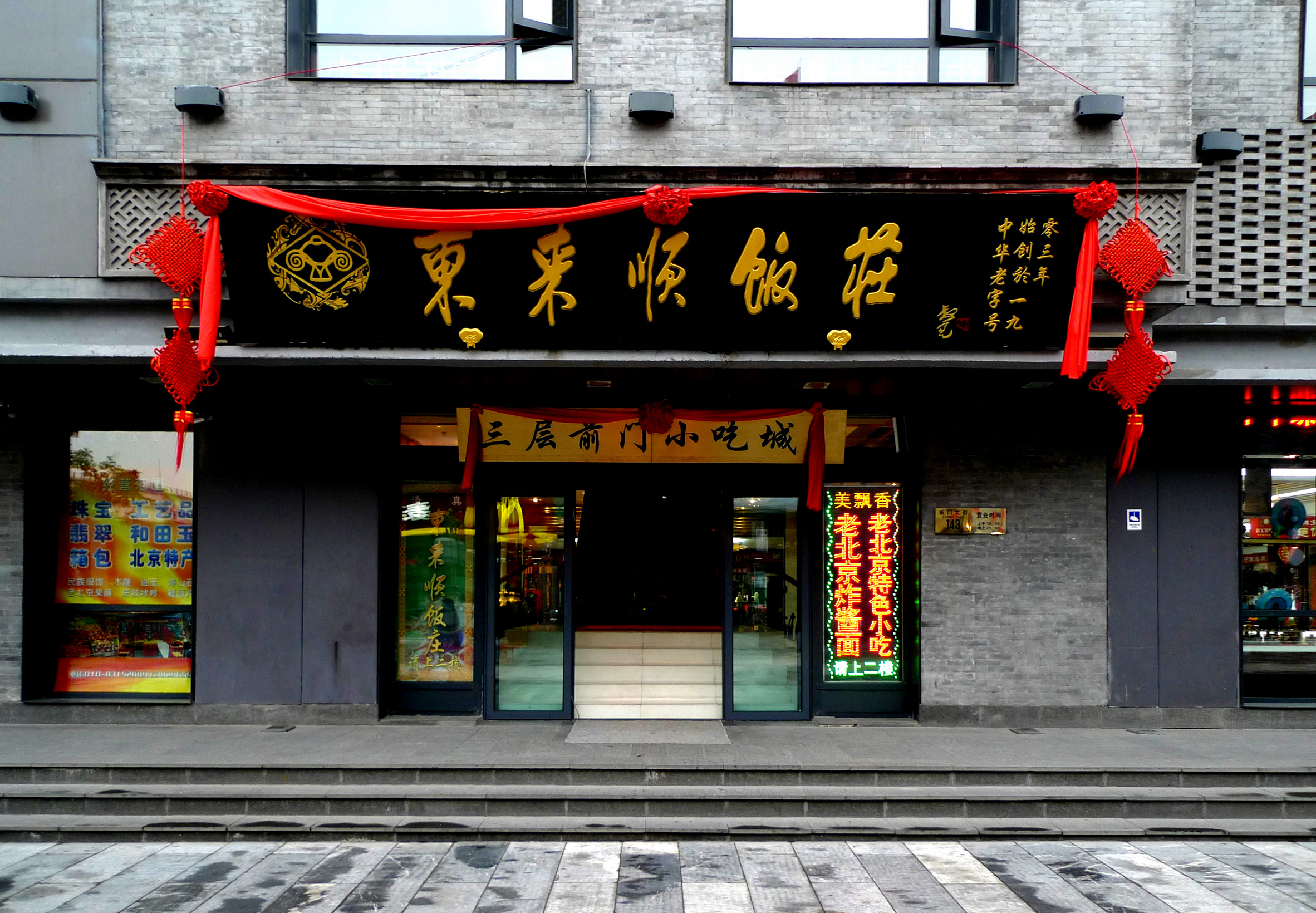
첸먼 대가 둥라이순(东来顺)
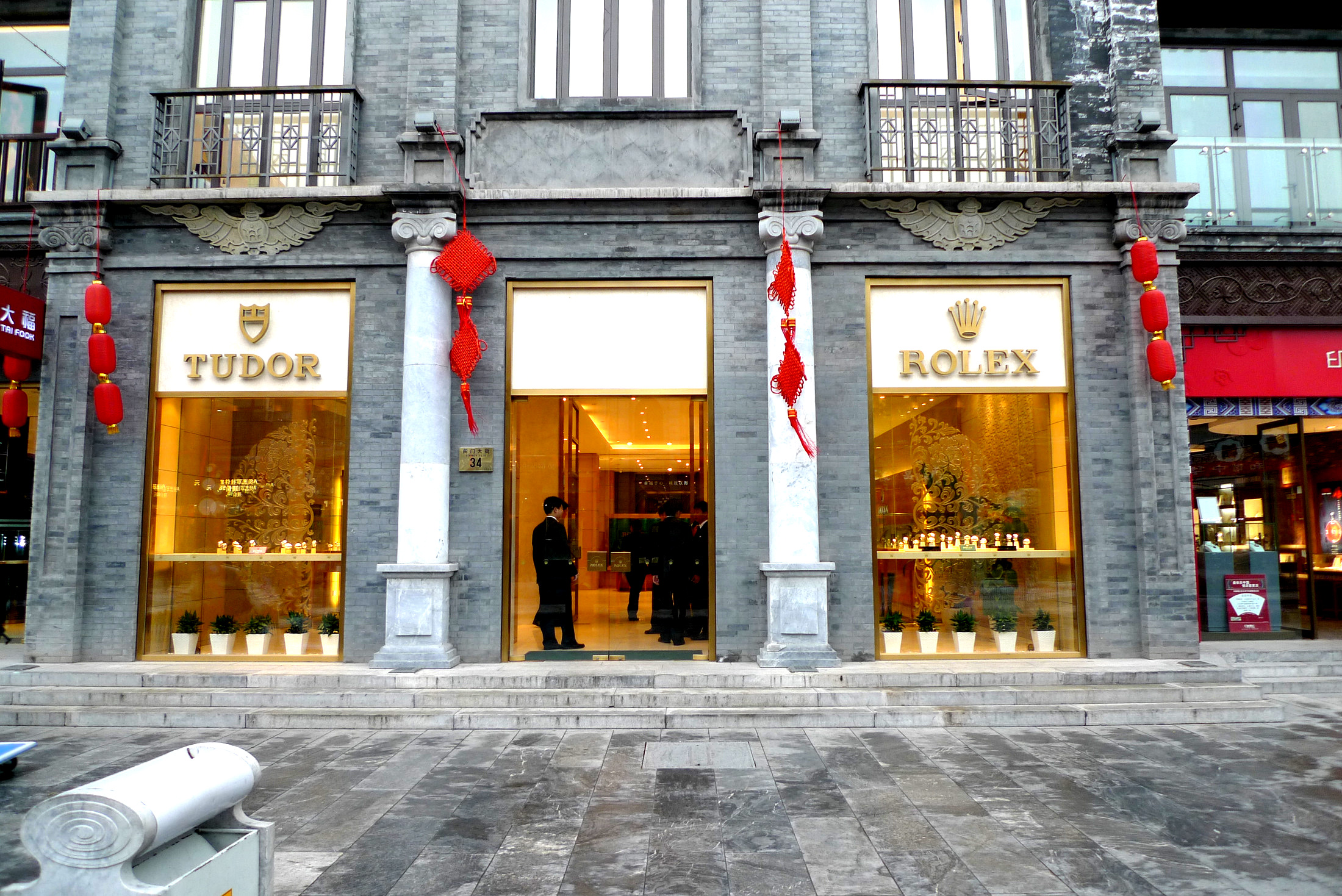
첸먼 대가 롤렉스(劳力士)
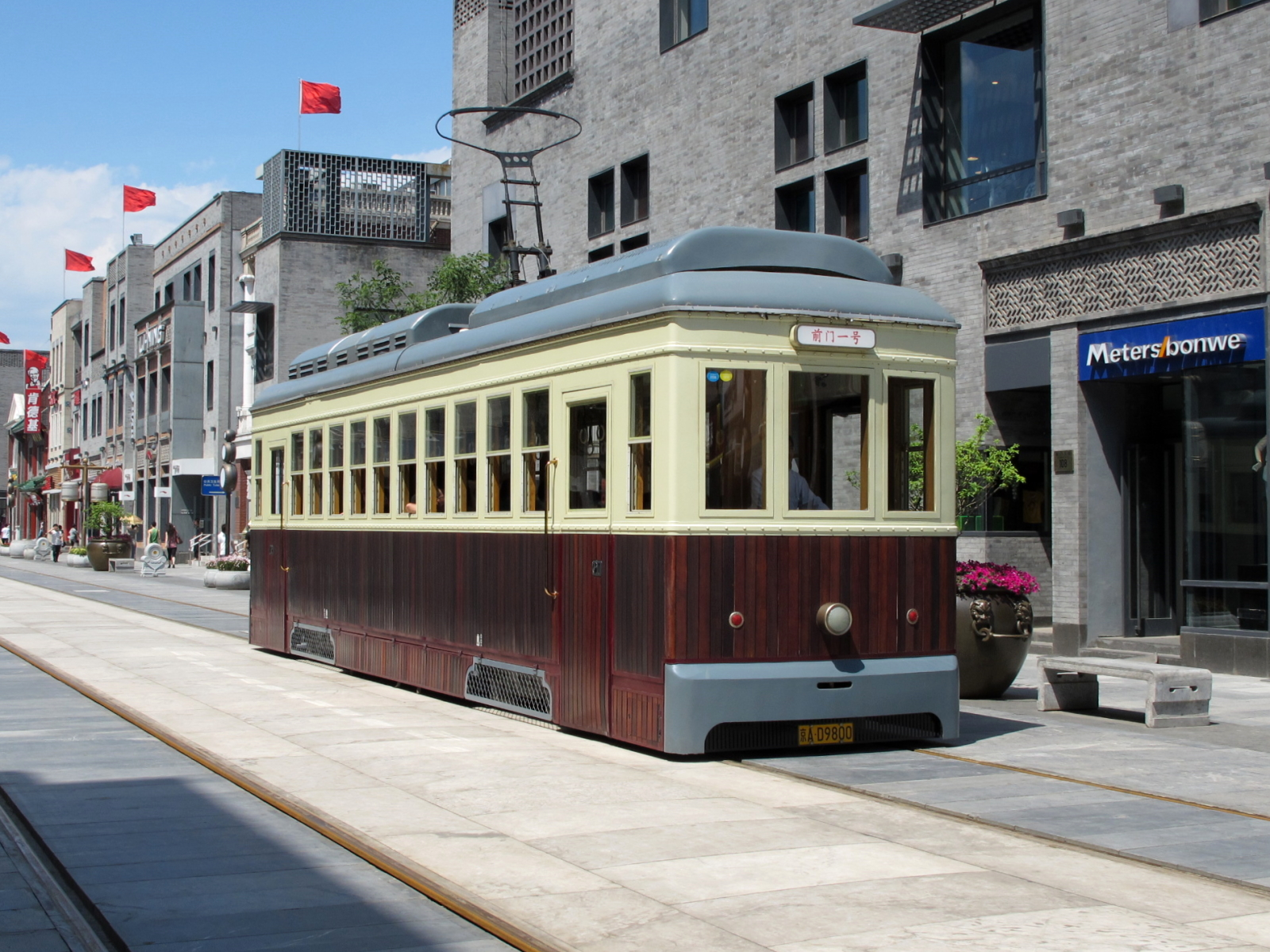
첸먼 대가에서 운행하는 노면전차 “당당처(铛铛车)”

## 같이 보기
- 베이징 중축선(北京中轴线)
  - 정양문(正陽門)
  - 정양 교방(正阳桥坊)
  - 주스커우(珠市口)
- 다자란(大栅栏)
- 취안쥐더(全聚德)
- 셴위커우후퉁(鲜鱼口胡同)
- 시싱룽 가(西興隆街)
- 다모창 가(打磨廠街)
- 시허옌 가(西河沿街)